# Лансароте
Лансароте (исп. Lanzarote) — остров в составе Канарских островов, провинции Лас-Пальмас. Площадь — 845,94 км², население — 141 938 человек (2009). Делится на 7 муниципалитетов, самым густонаселённым из которых является Арресифе — столица острова.
Название острова происходит от имени генуэзского купца Ланселотто Малоцелло, который посетил остров в XIV веке. Знаменит «лунными» ландшафтами.

## Описание

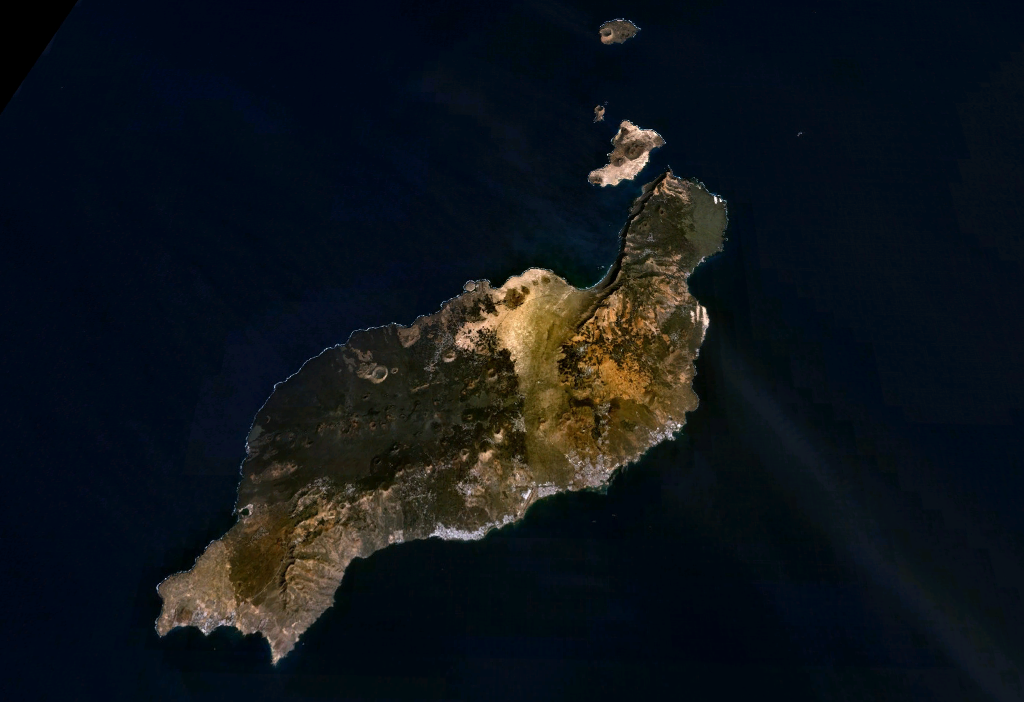

Лансароте — самый северный и восточный из крупных островов Канарского архипелага. Он известен как «остров огнедышащих гор».
Остров находится в 140 км от побережья Африки и 1000 км от материковой Европы.

## Вулканы
В период с 1730 по 1736 годы на острове извергалось множество вулканов, в результате чего треть острова стала покрыта безжизненным базальтом и пеплом. 
В северо-восточной части острова у подножия горы Корона находится уникальная вулканическая пещера Куэва-де-лос-Вердес.

## Галерея

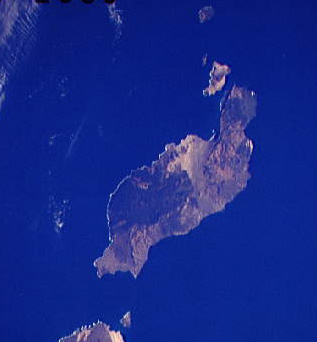
Фотография острова со спутника
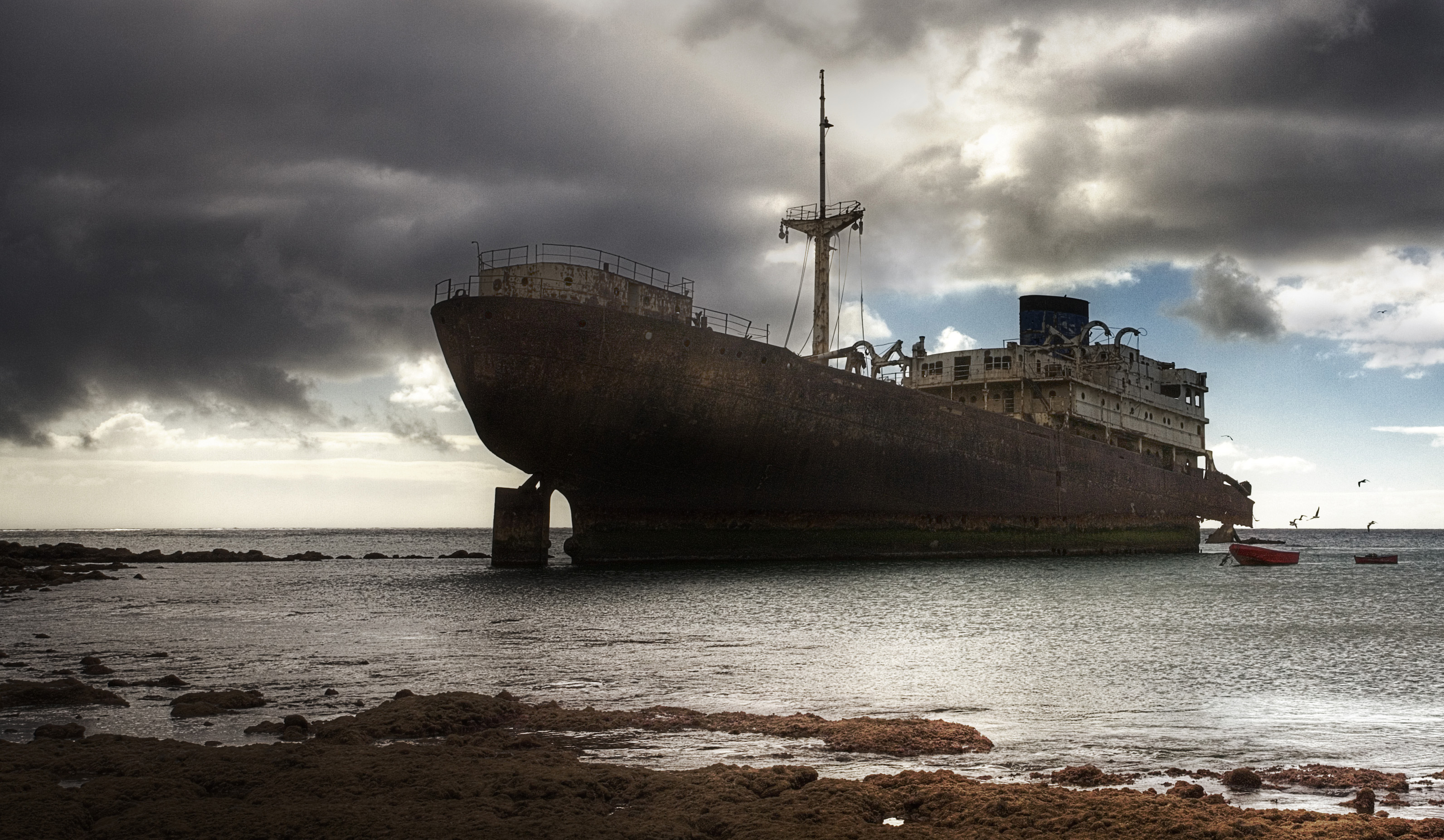
Арресифе
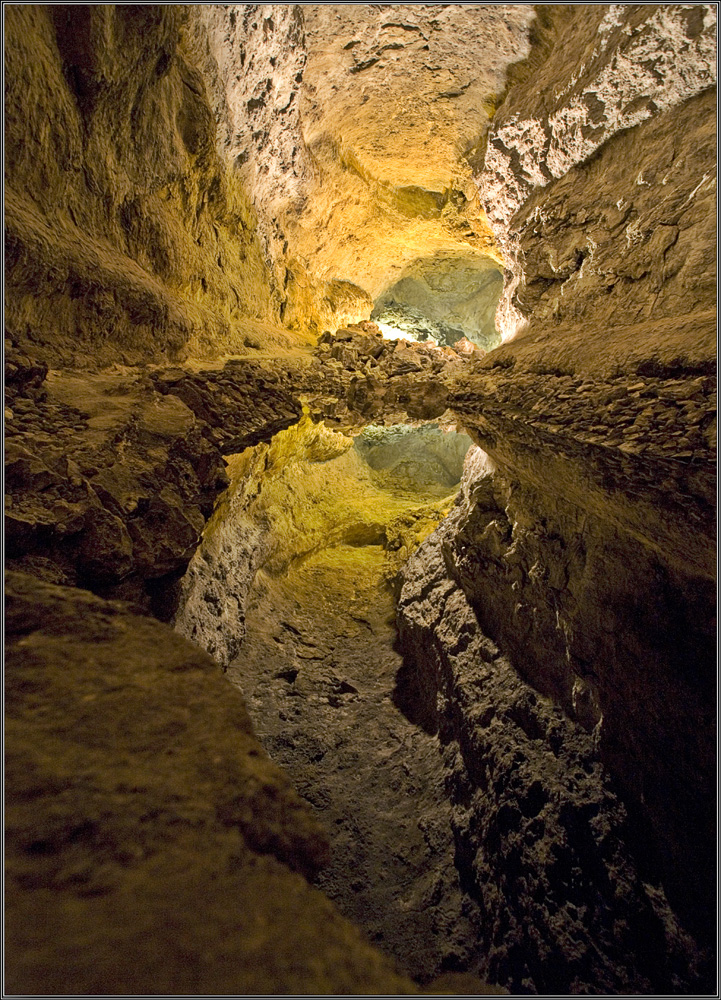
Куэва-де-лос-Вердес